# Пердита Дуранго
«Пердита Дуранго» (исп. Perdita Durango) — криминальный боевик с элементами хоррора испанского режиссёра Алекса де ла Иглесиа по роману Барри Гиффорда «59° and Raining: The Story of Perdita Durango». Фильм вышел 31 октября 1997 года в Испании и получил рейтинг R. Первый англоязычный фильм Алекса де ла Иглесиа. Впервые персонаж Пердита Дуранго появился в фильме Дэвида Линча «Дикие сердцем» (1990).

## Сюжет
Пердита Дуранго направляется в Мексику, чтобы рассеять прах своей сестры. Там она знакомится с ограбившим банк наркоторговцем Ромео Долоросой, практикующим вуду. Они похищают студента колледжа Дуэйна и его подругу Эстель, а затем насилуют их. Потом они начинают церемонию жертвоприношения, заставляя Дуэйна смотреть, как мучается Эстель, но их прерывает бывший сообщник Ромео. Вместе с заложниками криминальный дуэт направляется в Лас-Вегас.

## В ролях
| Актёр               | Роль            |
| ------------------- | --------------- |
| Рози Перес          | Пердита Дуранго |
| Хавьер Бардем       | Ромео Долороса  |
| Харли Кросс         | Дуэйн           |
| Эйми Грэм           | Эстель          |
| Джеймс Гандольфини  | Дюма            |
| Скримин Джей Хокинс | Адольфо         |
| Демиан Бичир        | Каталина        |
| Дон Страуд          | Сантос          |
| Сантьяго Сегура     | Шорти Ди        |
| Карлос Бардем       | Реджи           |
| Мигель Гальван      | Даг             |
| Хосефина Эчанове    | бабушка Ромео   |
| Кэти Барбери        | Ганс            |

## Награды и номинации
- 1998 — Специальный приз Брюссельского кинофестиваля фантастических фильмов — Алекс де ла Иглесиа[2]
- 1998 — Премия «Гойя»[3]:
  - лучший продюсер — Хосе Луис Эсколар
  - лучший грим — Хосе Кетглас и Мерседес Гильот
  - номинация на лучшие костюмы — Мария Эстела Фернандес и Гленн Ралстон
  - номинация на лучший оригинальный саундтрек — Саймон Босуэлл
- 1998 — Международный кинофестиваль научно-фантастических и фэнтезийных фильмов (Италия)[4]:
  - лучший фильм — Алекс де ла Иглесиа
  - лучшая актриса — Рози Перес
- 1998 — Премия «Fotogramas de Plata» лучшему исполнителю мужской роли — Хавьер Бардем (также и за роль в «Живой плоти»)[5]
- 1998 — Номинация на премию международного кинофестиваля в Грамаду за лучший фильм — Алекс де ла Иглесиа[6]
- 1998 — Номинация на премию союза испаноязычных актёров лучшему исполнителю мужской роли — Хавьер Бардем[7]
- 2001 — Номинация на премию кинокритиков Австралии за лучший иностранный фильм[8]

Невзирая на призы и награды, фильм провалился в прокате.

## Саундтрек
Саундтрек к фильму выпущен в 1997 году под лейблом «Milan»..

### Список композиций
| Номер | Исполнитель                       | Название трека          | Длительность |
| ----- | --------------------------------- | ----------------------- | ------------ |
| 01    | Simon Boswell                     | Crossing The Border     | 2:03         |
| 02    | Simon Boswell                     | Perdita And Romeo       | 3:17         |
| 03    | Herb Alpert                       | Spanish Flea            | 2:06         |
| 04    | Simon Boswell                     | Supernature             | 2:13         |
| 05    | Banda El Recodo De Crúz Lizárraga | De Sinaloa A California | 2:45         |
| 06    | Simon Boswell                     | Morgens Interstate Bank | 2:46         |
| 07    | Los Tucanes De Tijuana            | El Cartel De A Kilo     | 2:58         |
| 08    | Simon Boswell                     | A-Maje-Cumbe            | 3:11         |
| 09    | Electric Playboys                 | Little Girl             | 3:37         |
| 10    | Simon Boswell                     | Food For The Gods       | 4:34         |
| 11    | Simon Boswell                     | Another Way Out         | 5:29         |
| 12    | Los Tucanes De Tijuana            | El Puno De Polvo        | 3:07         |
| 13    | Simon Boswell                     | Happy Caribe            | 1:02         |
| 14    | Simon Boswell                     | La Calavera             | 2:25         |
| 15    | Simon Boswell                     | Life’s A Bitch          | 1:51         |
| 16    | Johnny Cash                       | I Walk The Line         | 2:40         |
| 17    | Screamin' Jay Hawkins             | I’m Lonely              | 2:24         |